# Malin Gjörup
Eva Malin Maria Gjörup, född 28 april 1964 i Luleå, Norrbottens län, död 19 maj 2020 i Umeå, var en svensk skådespelare, operasångare (mezzosopran) och operachef.

## Biografi
Malin Gjörup var utbildad vid Musikhögskolan i Malmö. Hon var bland annat engagerad vid Folkoperan, Riksteatern och Göteborgs stadsteater. Dessutom var hon verksam som agent på Svenska konsertbyrån. Åren 2011–2019 var hon anställd som producent vid Gävle symfoniorkester. Från augusti 2019 var Malin Gjörup operachef vid Norrlandsoperan i Umeå. Hon var vid sin bortgång även programchef för symfoniorkestern, sedan omkring ett år.
Gjörup var bosatt i Sofia distrikt i Stockholm. Hon arbetade i Umeå och avled där till följd av en massiv stroke.

### Familj
Gjörup var dotter till arkitekten Henning Gjørup och Annette Bøgelund samt syster till barnskådespelaren Fanny Gjörup (1961–2001) och halvsyster till skådespelaren Manfred Serner, född 1970 i moderns äktenskap med skådespelaren Håkan Serner. Malin Gjörup var 1998–2010 gift med operasångaren Fredrik Zetterström och fick med honom en dotter.
Hon är begravd på Djursholms begravningsplats.

## Filmografi
- 1973 – Viskningar och rop
- 1976 – Hallo Baby
- 1993 – Macklean (TV-serie)

## Teater

### Roller (ej komplett)
| År   | Roll  | Produktion                              | Regi       | Teater                 |
| ---- | ----- | --------------------------------------- | ---------- | ---------------------- |
| 1974 | Helga | Peer Gynt, del I Henrik Ibsen           | Fred Hjelm | Stockholms stadsteater |
| 1989 |       | Hjältekonungens dotter Ingegerd Monthan | Eva Sköld  | Malmö stadsteater      |

### Webbkällor
- Malin Gjörup på Svensk Filmdatabas
- Malin Gjörup på Stockholms stadsteaters webbplats